# 549-я пехотная дивизия (вермахт)
549-я пехотная дивизия (нем. 549. Grenadier-Division) — тактическое соединение сухопутных войск нацистской Германии периода Второй мировой войны.

## История
549-я пехотная дивизия была сформирована 11 июля 1944 года как «заградительная дивизия» в 4-м военном округе во время 29-й волны мобилизации вермахта.
После завершения комплектования и подготовки, дивизия вошла в состав 12-го армейского корпуса СС. 9 октября 1944 года дивизия была переименована в 549-ю народную пехотную дивизию (549. Volksgrenadier-Division). В этот период дивизия находилась в Литве. В конце октября дивизия с боями отошла в Восточную Пруссию, где оборонялась от наступающих советских войск на протяжении шести месяцев.
В марте 1945 года дивизия передислоцировалась в Пазевальк для переформирования. 549-я народная пехотная дивизия была уничтожена советскими войсками на Одерском фронте в апреле 1945 года. Остатки дивизии сдались в плен американцам в Мекленбурге.

## Местонахождение
- с июля по октябрь 1944 (Литва)
- с октября 1944 по март 1945 (Восточная Пруссия)
- с марта по апрель 1945 (Одерский фронт)

## Подчинение
- 26-й армейский корпус 3-й танковой армии группы армий «Центр» (август 1944 — март 1945)
- 32-й армейский корпус 3-й танковой армии группы армий «Висла» (март — апрель 1945)

## Командиры
- генерал-лейтенант Карл Янк (11 июля 1944 — 7 апреля 1945)

## Состав
- 1097-й пехотный полк (Grenadier-Regiment 1097)
- 1098-й пехотный полк (Grenadier-Regiment 1098)
- 1099-й пехотный полк (Grenadier-Regiment 1099)
- 1549-й артиллерийский полк (Artillerie-Regiment 1549)
- 1549-й противотанковый дивизион (Panzerjäger-Abteilung 1549)
- 549-я стрелковая рота (Füsilier-Kompanie 549)
- 549-й батальон связи (Nachrichten-Abteilung 549)
- 1549-й отряд материального обеспечения (Nachschubtruppen 1549)
- 1549-й полевой запасной батальон (Feldersatz-Bataillon 1549)